# Adrian Buga
Adrian Buga, né le 22 mai 1978 à Vânju Mare, est critique d'art et historien d'art, conseiller de l'ancien roi Michel Ier de Roumanie. Expert agréé par le ministère de la Culture dans les domaines de la peinture roumaine du XXe siècle avec une spécialisation pour la collection royale d'art et les objets religieux juifs. En 2008, Adrian Buga crée la société Argo Art Consulting et en 2014, la maison d'édition Argo Art Publishing.

## Biographie
Jusqu'à l'âge de sept ans, Adrian Buga grandit chez ses grands-parents à Bălăcița (ro), dans un village situé entre les villes de Turnu Severin et de Craiova. Libre, très curieux et plein d'énergie, il se promène partout où il peut voir ou trouver quelque chose de beau. Collectant des éclats de couleur et des timbres, le plaisir est né de collectionner. À l'âge de 19 ans, il est recruté pour faire des recherches archéologiques dans le nord de la Moldavie par l'équipe du chercheur israélien, Noam Zvi. Il fait une découverte d'objets en lien avec la Torah tels que des pots, des plaques, des monnaies et quelques objets en argent qui seront déposés à l'United States Holocaust Memorial Museum (USHMM) à New York.
À partir de 1999, à Tel Aviv-Jaffa (Israël), il prépare une expertise, sous l'égide de Noam Zvi, pour un examen des œuvres d'art signées par Marcel Janco et Max Hermann Maxy. À partir de 2003, il suit une formation à Amsterdam (Pays-Bas), pour acquérir des compétences de restauration des œuvres d'art et des objets religieux juifs. À partir de 2007 et durant cinq années, il intègre la section d'histoire de l'art et de la théorie à l'université nationale d'art de Bucarest où il obtient une licence, un master, puis un master II,.
En 2007, Raoul Egon Lebel, est le premier peintre oublié qu'Adrian Buga a découvert. Artiste célèbre d'une riche famille en son temps, il a subi la répression du régime d'Ion Antonescu pour ses origines juives où il s'est expatrié en France puis à l’île de la Réunion. Une exposition est organisée par Adrian Buga au palais Sutu (ro) avec la participation de Sa Majesté la Reine Ana, son Altesse le Prince Radu de Hohenzollern et Monique Portier Lebel, épouse du peintre. Lors d'une interview auprès d'un journal financier, il déclare : « Les collectionneurs n'ayant pas de mécénat, ils doivent vendre des œuvres pour financer un projet de recherche tel qu'il a été le cas pour ce peintre ».
Le 10 mai 2008, il se marie avec Andreea et donne naissance à deux enfants : Sophia et Henry. Leur union se renforce en constituant la société Argo, « le nom est lié à la légende des Argos, qui a commencé dans les mers marécageuses, sous le commandement de Jason, à la recherche de la toison d'or. Nous cherchions donc la toison d’or de la création, de l’art et de la beauté ». L'entreprise originale est de traiter des expositions d'art, de la découverte et du soutien aux artistes. Avec sa femme, Andreea, designer de formation, le concept évolue vers une ligne de couture de mode sur soie aux couleurs des artistes. La société devient une structure de conseil en art, permettant de promouvoir et faire émerger des artistes peu connus ou ayant été oublié dans l'histoire.
Cette même année, terminant la collecte d'œuvres de peintres présents sur le front soviétique de l'Est pendant la Seconde Guerre mondiale, il étudie auprès des archives 650 dessins héroïques d'avant-scènes représentés par : Alexandru Ciucurencu, Dumitru Ghiață, Ion Musceleanu, Alexandru Țipoia (ro), Gheorghe Vânătoru, Traian Sfintescu, Valentin Hoeflich, Leonid Bulencea, entre autres,. La récompense du prix George Oprescu de la Fondation Culturelle Magazin Istoric (en) lui est attribué pour l'édition de l'ouvrage résultant de ce travail.
Étant consultant de la Chancellerie de l'Ordre et de la Décoration, en 2011, la famille royale de Roumanie, lui confie la mission de la réalisation d'une étude complète de l'histoire des décorations roumaines dont il rédige la préface de l'ouvrage « Cavaleri de ieri şi de astăzi – Ordine ale României » (trad : Chevaliers d'hier et d'aujourd'hui - Ordre de Roumanie) de Antti Ruokonen, et l'édition d'un catalogue détaillé avec 141 œuvres signées par 75 peintres roumains. Andreea et Adrian Buga vont réaliser plusieurs modèles de médailles pour la famille royale.
En 2013, le travail réalisé conjointement avec la sculptrice et l'artiste de vitraux Jana Gertler, a permis l'exposition des œuvres au théâtre d'État juif (en) pour lequel de nombreux artistes et hommes d’affaires ont assisté au discours d'introduction prononcé par l'actrice Maia Morgenstern. La presse nationale rapporte cet évènement comme significatif concernant les compétences de synthèse d'Adrian Buga.
En 2015, il intègre dans la même université des études doctorantes sous la direction du professeur Ruxandra Demetrescu,.
Durant l'année 2016, il s'investit sur la coproduction d'un documentaire avec le réalisateur Franz Galo pour mettre en lumière les œuvres du couple d'artiste Marian et Victoria Zidaru (en),.
Au début de 2017, il réalise une conférence sur « la Roumanie à l'exposition universelle de New York 1939-1940 », à l'Institut culturel roumain de New York. Il expertise les œuvres signées des noms des plus importants artistes de l'art roumain de la fin du XIXe siècle et du début du XXe siècle et entre les deux guerres.

## Œuvre

### Ouvrages
- (ro + fr) Adrian Buga et Monique Portier Lebel (1934-), Raul Egon Lebel (1907-2006) : un secol de culoare (trad : un siècle de couleur) (Biographie), Bucarest, Iglooart, 2007, ill., 194, 31 cm (ISBN 9789738839823, OCLC 493646036, BNF 41232416, SUDOC 124015301, présentation en ligne)[32],[33],[34],[35]
- (ro + en) Culorile războiului (trad : Colours of the war) : pictori români pe fronturile celui de-al Doilea Război Mondial (trad : romanian painters on the front lines of World War II), Bucarest, Ed. Militară (ro), 2007, ill. en coul., 131, 23 cm (ISBN 9789733207436 et 9733207438, OCLC 895220074, présentation en ligne)[36]
- (ro) Octav Anghelută (1904-1978) : În căutarea omului (trad : À la recherche de l'homme)  (préf. Adina Nanu (ro), photogr. Victor V. Bortaş), Bucarest, Ed. Vellant (ro), 2009, ill. en coul., couv. ill. en coul., portr., 228, 31 cm (ISBN 9789731984544 et 9731984542, OCLC 895464927, SUDOC 200053345, présentation en ligne)[37]
- (ro) Adrian Buga et Alma Redlinger, Alma Redlinger (en) (1924-2017) : Voința de artă (trad : Volonté de l'art), Bucarest, Ed. UNArte, 2011, ill., 158 (ISBN 9786068296104 et 6068296105, OCLC 882964831)[38],[39],[40],[41]
- (ro) Colecţia regală de artă contemporană (trad : Collection royale d'art contemporain)  (préf. Ruxandra Demetrescu, photogr. Victor Bortaş) (Catalogue de collection), Bucarest, Ed. UNArte, 2011, ill. en coul., 218, 30 cm (ISBN 9786068296272 et 606829627X, OCLC 923819023, présentation en ligne)[42],[43]
- (ro) Jana Gertler : imagini din spatale frunţii (trad : avant-images spatiales)  (Tirage à 500 ex. dont 50 signés et numérotés de 1 à 50) (Catalogue de collection), Bucarest, Ed. UNArte, 2013, ill., 18, 22 × 24 cm (OCLC 907083559)[44]
- (ro) Eva Cerbu (ro) (1924-2008) : monographie  (photogr. Victor Bortaş et Eugen Vasile), Bucarest, Ed. UNArte et Argo Art, 2013, ill. en coul., 288, 31 cm (ISBN 9786068296715 et 6068296717, OCLC 967949883, présentation en ligne)
- (ro) Alma Redlinger : 90 de ani de viaţă, 70 de ani de pictură (trad : 90 ans de vie, 70 ans de peinture)  (photogr. Victor Bortaş), Bucarest, Argo Art Publishing, 2014, ill. en coul., 66, 27 cm (ISBN 9786069368107 et 606936810X, OCLC 997412308, présentation en ligne)
- (ro) Comori de artă din colecția de pictură Ion Chiricuță (ro) (1918-1988) : (trad : Trésors d'art de la collection de peintures)  (ill. Alexandru Braniște, photogr. Victor Bortaş), Bucarest, Ed. UNArte et Argo Art Publishing, 2014, ill. en coul., 340, 33 × 36 cm (ISBN 9786069368114, présentation en ligne)[45]

Préfacier
- (ro) Pascal Gravot Haeberli et Franz Galo (préf. Adrian Buga), Élévation, Bucarest, Ed. Vellant, 2015, ill. en coul., 60, 22 × 24 cm (ISBN 9786068642284, présentation en ligne)

### Articles
- (ro) « Semne pentru mai târziu » [« Signes pour plus tard »], Jurnalul Național (en),‎ 10 mai 2009 (lire en ligne) ;
- (ro) « Imnul regal - intonat în tempo de marș » [« L'hymne royal entonné dans la marche au pas »], Jurnalul Național,‎ 10 mai 2009 (lire en ligne) ;
- (ro) « Prințesa Itty, Copilul Soare » [« Princesse Itty, l'enfant du soleil »], Jurnalul Național,‎ 10 mai 2009 (lire en ligne) ;
- (ro) « Coroana de Oțel » [« La couronne d'acier, emblème de la royauté »], Jurnalul Național,‎ 9 mai 2010 (lire en ligne) ;
- (en) Roukonen Antti, « Through tradition to innovation », Yesterday and Today’s Knights Orders of Romania, Vaasa (Finlande),‎ 2010 en tant que consultant de la chancellerie des décorations royales et de la maison de Sa Majesté le roi Michel Ier de Roumanie[23] ;
- (ro) Dem Demetrescu, « Pentru copii între 3 și 93 de ani » [« trad : Pour les enfants entre 3 et 93 ans) »], Q Magazine (ro),‎ 1er juin 2016 (lire en ligne). Auteur des 1re bandes dessinées et animations roumaines[46].

### Film
- 2015 : « Arta chirurgului » (trad : Chirurgien d'art), scénario et textes, réalisé par Argo Art et Digital Cube à Bucarest[47] ;
- 2016 : « Marian and Victoria Zidaru - Artists in Light », documentaire coproduit par Franz Galo et Argo Art[29],[30].

## Expositions
- 2007 : Raoul Lebel « Un Secol de Culoare » (trad : un siècle de couleur), au Palatul Șuțu, musée municipal d'histoire de Bucarest (ro)[10],[48] ;
- 2008 : « Culorile războiului » (trad : Couleurs de la guerre), au palais du Cercle militaire national. Représentation de 150 croquis et dessins sur le front de l'Est de la seconde guerre mondiale[49] ;
- 2009 : Octav Angheluță (ro) « În căutarea Omului » (trad : À la recherche de l'homme), au Palatul Șuțu, musée municipal d'histoire de Bucarest[50] ;
- 2011 : Alma Redlinger « Voința de artă » (trad : La volonté de l'art), Musée national d'art contemporain de Roumanie (MNAC), Salle Dalles[51],[52],[53] ;
- 2012 : Ștefan Câlția (ro) « Stejar pentru Rege – Flori pentru Regină » (trad : Un chêne pour le roi - Des fleurs pour la reine), Galerie AnnArt[54] ;
- 2012 - 2013 : Marcel Janco « The Contemporary - Illustrations for Books and Magazine, Romania 1912-1947 », au Musée Janco Dada (en) à Ein Hod (Israël). Publications issues de la collection d'Adrian Buga[55],[56] ;
- 2013 : Jana Gertler[25] « Imagini din spatele frunții » (trad : Images derrière le front), au théâtre d'État juif[57] ;
- 2014 : Alma Redlinger « 90 de ani de viață, 70 de ani de pictură » (trad : 90 ans de vie, 70 ans de peinture), à la galerie Căminul Artei[58] ;
- 2015 : Comori de artă din colecția Ion Chiricuță (trad : Trésors d'art de la collection de peintures), au musée des collections d'art de Bucarest[59].

## Prix et récompenses
- 2008 : Prix George Oprescu de la Fondation culturelle Magazin istoric[21] ;
- 2009 : Médaille de la Fidèlité du Roi Michel Ier[5],[60].